# Galium obtusum
Galium obtusum là một loài thực vật có hoa trong họ Thiến thảo. Loài này được Bigelow mô tả khoa học đầu tiên năm 1824.